# 長野放送
株式会社長野放送（ながのほうそう、Nagano Broadcasting Systems Inc.）は、長野県を放送対象地域としたテレビジョン放送事業を行っている特定地上基幹放送事業者。フジ・メディア・ホールディングスの持分法適用関連会社。
略称はNBSで、FNN・FNS系列のフルネット局。

## 概要
- コールサイン:JOLH-DTV。
- 長野県で2番目に開局の民放テレビ局で、長野県内初のUHF局でもある。
- 番組、ニュース共にフジテレビ（FNN・FNS）系列である。
- 略称であるNBSは、1967年（昭和42年）9月まではニッポン放送が使用していた[注釈 1]。
- 系列新聞は産経新聞と中日新聞[注釈 2]。
- フジ・メディア・ホールディングスの企業会計基準における持分法適用会社である[5]。

## 事業所
本社・演奏所
- 長野県長野市中御所岡田町131番地7（〒380-8633）

支社
- 中南信支社：長野県松本市深志一丁目2番11号 昭和ビル10階
- 東京支社：東京都千代田区内幸町二丁目2番1号 日本プレスセンタービル2階
- 大阪支社：大阪府大阪市北区堂島一丁目2番5号 堂北ダイビル7階
- 名古屋支社：愛知県名古屋市東区東桜一丁目14番25号 テレピア13階

支局（すべて長野県内に所在）
- 上田支局：上田市天神二丁目1番22号 OAUビル3階
- 諏訪支局：諏訪市諏訪一丁目6番1号 アーク諏訪2階
- 飯田支局：飯田市元町5424番地6 北野建設飯田ビル5階

## 資本構成
企業・団体の名称、個人の肩書は当時のもの。出典：

### 2021年3月31日
| 資本金        | 発行済株式総数 |
| ------------- | -------------- |
| 300,000,000円 | 600,000株      |

| 株主                             | 株式数    | 比率   |
| -------------------------------- | --------- | ------ |
| フジ・メディア・ホールディングス | 264,000株 | 44.00% |
| 北野建設                         | 060,000株 | 10.00% |
| 信濃毎日新聞                     | 059,000株 | 09.83% |

## 沿革
- 1962年（昭和37年）3月 - 長野県第2波の免許申請受付開始。県内からは『長野テレビジョン放送』『テレビ長野』『長野放送』、県外からは『長野読売テレビ放送』『長野毎日放送』『長野中日テレビ』『長野サンケイテレビジョン放送』、そして1965年（昭和40年）4月に申請した『長野朝日放送』[注釈 3]の、計8件の申請があった。これを受け、当時の西沢権一郎長野県知事の斡旋により、一本化調整が進められた[11]。
- 1967年（昭和42年）
  - 10月21日 - 『株式会社長野放送』として免許申請書を提出[12]。
  - 11月1日 - 地上アナログテレビ放送の予備免許取得[注釈 4][12]。
  - 12月22日 - 長野市南石堂町長栄ビル内にて発起人総会[12]。
- 1968年（昭和43年）
  - 3月18日 - 長野バスターミナル会館にて創立総会[12]。
  - 3月22日 - 会社設立登記を行い、創立[12]。
  - 5月22日 - 東京支社を開設[12]。
  - 7月13日 - 長野市岡田町の県蚕業試験場跡にて本社建物の地鎮祭を挙行[13]。
  - 7月29日 - 美ヶ原親局の地鎮祭[13]。
  - 11月15日 - 松本支社を開設[13]。
  - 11月21日 - 美ヶ原親局送信所より試験電波発射（放送機能としての正式運用開始は、サービス放送開始の同年12月20日）[13]。
  - 12月1日 - 大阪支社を開設[13]。
  - 12月19日 - 地上アナログテレビ放送の本免許取得[14]。
  - 12月20日 - 同日正午に地上アナログテレビ放送のサービス放送を開始。（1969年（昭和44年）3月31日まで[注釈 5]）。同時にカラー放送も開始[注釈 6][14]。
- 1969年（昭和44年）
  - 2月1日 - 中継車を導入[16]。
  - 3月28日 - この日の信濃毎日新聞朝刊の別紙面にて、開局を告げる全面カラー紙面「長野放送開局 PR特集」を発行[17][18]。
    - この時点でのロゴは、シアン色の『N』の中に白色の『NBS』の文字が入ったロゴであった[17]。
    - 当紙面の7ページに、開局前の主調整室に装備されている設備（マスター（主調整卓）、APC用コンピューター、2インチカラーVTR（東芝アンペックス社製 VR-1200[19]）、カラーフィルムカメラ、音声自動スポット編集機）が、写真付きで公開される[20]。

  - 4月1日 - 開局。地上アナログテレビ放送の本放送開始[注釈 7]。FNNに加盟。当時は美ヶ原親局と松本、岡谷諏訪、飯田、善光寺平の4中継局の体制であった[17]。開局当時のカラー化率はゴールデン67%、全日22%で、当時は県内で最もカラー化が進んでいた[21]。
  - 5月 - 初代本社社屋完成[22]。
    - サービス放送開始時から本放送開始初期までは、スタジオと外装が未完成だった。

  - 8月1日 - 電電公社マイクロ回線の上り線が開通。『小川宏ショー』『3時のあなた』などがNBSからの全国中継が可能となった[16]。
  - 10月1日 - この日発足したFNSに加盟。同時に佐久平、戸倉上山田の2中継局を新設[17]。名古屋支局を東海テレビ放送4階に開設[23]。
  - 10月3日 - 開局後初の本格的な自社制作番組『200万人の広場 チャンネルU』が放送開始（1972年（昭和47年）3月まで）[24]
- 1970年（昭和45年）
  - 2月1日 - 天気予報をカラー化[23]。
  - 3月31日 - カラー化率が全日46.8%、ゴールデン81.7%となる[25]。
  - 5月 - 自社カラー送出装置が完成。これに伴い、中継部分等を除く自社ローカル番組がカラー化される[注釈 8]。
  - 6月1日 - 「奥さま4時です」全面カラー化。自社制作の生番組をカラーで放送するのは県内の民放局では初[25]。
  - 9月 - 自社ローカル取材によるニュースフィルムがカラー化される[21]。
- 1971年（昭和46年）5月1日 - 諏訪支局を諏訪文化会館内に開設[26]。
- 1972年（昭和47年）2月28日 - 連合赤軍あさま山荘事件で犯人逮捕・連行の瞬間を、キー局のフジテレビと協力してスクープ撮影をして、FNNを通じて、全国に生放送した[注釈 9]。
- 1973年（昭和48年）
  - 4月2日 - カラー中継車導入。初仕事は長野市雲上殿からの満開の桜の生中継であった[27]。これにより、自社送出番組のカラー化が完了する。
  - 12月1日 - 飯田支局を開設[28]。
- 1975年（昭和50年）3月31日 - 毎日放送制作の番組が腸捻転ネット解消により信越放送に移行。代わって朝日放送制作の番組が放送されるようになる（1980年（昭和55年）9月30日まで）。
- 1977年（昭和52年）
  - 同年頃 ソニー製1インチVTRを導入。
  - 5月30日 - ENGシステム導入[29]。
- 1978年（昭和53年）3月18日 - 本社別館が完成。報道局が別館に移転し以降自社制作のニュース番組はここから放送するようになる[30]。
- 1979年（昭和54年）4月1日 - ENG搭載のミニ中継車を導入[31]。
- 1980年（昭和55年）
  - 6月21日 - アナログ・テレビでの音声多重放送の実用化試験放送のサービス放送を開始（SBCと同日）[32]。
  - 7月1日 - アナログ・テレビでの音声多重放送の実用化試験放送を正式に開始（SBCと同日）[32]。
  - 10月1日 - テレビ信州（TSB）の開局に伴い、テレビ朝日の番組の大部分がTSBへ移行、フジテレビ系列のフルネット局となる（ただしテレビ朝日の一部の番組は、その後も数年間番組放映権買いという形で購入し、それらを同時ネットまたは時差放送していた）。
- 1981年（昭和56年）4月 - 16mmフィルムによる取材・番組制作を廃止。これにより、全面的に生放送かVTRを使った取材・番組制作に完全移行する。
- 1983年（昭和58年）6月 - アナログ・テレビの音声多重放送の本放送の免許を取得(SBCと同時)。これに伴い、同放送が本放送に切り替わる[33]。
- 1984年（昭和59年）
  - 7月2日 - 旧本館裏に現在の本社社屋が完成し移転。初代本社社屋は後に取り壊され前庭となる[34]。
  - 12月1日 - コーポレートアイデンティティ（CI）導入、ロゴを変更[34]。1994年（平成6年）9月頃に文字中の斜線が消滅し現在のロゴに。ちなみに和文ロゴはデザイナーの大高猛が制作した。
- 1985年（昭和60年）5月10日 - 前年12月に完成していた本社社屋内多目的ホール『NBSホール』オープン[35]。
- 1993年（平成5年）頃 - ソニー製のD2方式によるデジタルVTRを導入。
- 1996年（平成8年）4月27日 - 長野県更埴市（現・千曲市）で発生した山火事の消火活動の取材のため、飛行していた自社所有のヘリコプター（朝日航洋に運航委託）が、同じく取材飛行中のテレビ信州チャーターのヘリコプター（東邦航空所属）と長野市篠ノ井横田の上空で衝突し、墜落する事故が発生。自社所有ヘリコプターに搭乗していた機長及びカメラマン計2名全員が死亡[注釈 10][36]。
- 1998年（平成10年）10月25日 - この日から『スーパー競馬』の放送を開始[37]。当初はGI級競走に限っての放送だったが翌年の1999年（平成11年）10月24日から通年放送となる[38]。
- 2005年（平成17年）
  - 6月10日 - 地上デジタルテレビ放送の予備免許を取得（長野のNHK、他の民放テレビ3局も同時に取得）[39]。
  - 10月1日 美ヶ原送信所から、地上デジタルテレビ放送の試験電波を発射する（地デジ送信機は東芝製）。
  - 11月7日 - 地上デジタルテレビ放送開始に伴い、マスター（主調整室）をデジタル・アナログ統合型に更新（東芝製）。
- 2006年（平成18年）
  - 地上デジタルテレビ放送のサイマル放送試験に先立ち、スタジオのハイビジョン化工事が完了。
  - 7月1日
    - 地上デジタルテレビ放送のサイマル放送の試験を開始（長野県内の民放初）。
    - 局初の正式キャラクターとして「ベスト犬 ハチポ」が登場する。

  - 9月25日 - 地上デジタルテレビ放送の本免許を取得（長野の他の民放テレビ3局も同日に取得）[40]。
  - 10月1日
    - AM5:15（JST）を起として地上デジタルテレビ本放送開始。コールサインはJOLH-DTV、チャンネルはリモコンキーID8[注釈 11]。
    - 報道スタジオに、長野県内初のHD対応のヴァーチャルスタジオシステム（ソニー製）を導入、運用開始。
- 2007年（平成19年）
  - 7月1日 - 局のキャラクター「ベスト犬 ハチポ」のガールフレンドとして、「ベスト犬 ハチナ」が登場する。
  - 11月23日 - フジテレビ系列局では初めて同系列の主要局[注釈 12]以外の中継車をレンタルし、東京ヤクルトスワローズファン感謝デー2007の制作局となる。なお神宮球場には初めて長野放送の中継車が止まった。
- 2008年（平成20年）11月3日
  - 翌年4月の開局40周年に先立ち、同じ翌月の12月16日に開局40周年を迎えるフジ系のNST新潟総合テレビと共同で両局開局40周年特番の共同制作「スマイル・これだね!」をNSTと同時に生放送を行う。これを機に、同局とは毎年1回（10月下旬か11月上旬）、同番組の共同制作を行う様になる[注釈 13]。
  - NBSのコーナー　天気予報・今日の俳句・あなたのベストショットで使われるヴァーチャルスタジオのデザインが変更される。
- 2009年（平成21年）5月14日 - WEBサイト（ホームページ）の名称が、「ハチポワールド」となる（2017年（平成29年）2月15日の同サイトの完全リニューアル前まで）。
- 2011年（平成23年）
  - 7月24日 - 正午、アナログテレビ放送が終了。
  - 年度内 - フジテレビ・関西テレビとの合同による首都直下型地震を想定した大規模な災害放送訓練に当局をはじめ、NST新潟総合テレビ、テレビ新広島、岡山放送、高知さんさんテレビの5局が参加し、災害時の各局の円滑な連携の検証が実施された[41][42][43]。
- 2012年（平成24年）5月7日 - 5月18日 - フジテレビの平日のお昼の番組『知りたがり!』の時間帯[注釈 14]に、自局初のデータ放送を使ってのNBSローカル独自のプレゼント・キャンペーンを行う（尚、同番組がない12日・13日は不実施）[注釈 15]。
- 2017年（平成29年）2月15日 - WEBサイト（ホームページ）を完全リニューアルし、全ページSSL通信となり、尚且つ、PC、スマホ、タブレットの全形態対応型となる[44]。
- 2019年（平成31年・令和元年）
  - 1月1日 - 3か月後に迎える開局50周年に伴い、「きっといいこと with NBS」をキャッチ・フレーズに、開局50周年プロジェクトがスタートする[45]。
  - 4月1日 - 開局50周年。
  - 5月10日 - 同年3月21日に放送された、ローカル送出番組『働き方改革から始まる未来』について、放送倫理・番組向上機構（BPO）の第137回放送倫理検証委員会にて、「CMと誤解を招きかねず放送基準に抵触する疑い」ということで、同番組の審議入りを決定[46][47][48]。
  - 10月7日 - 前述のローカル送出番組『働き方改革から始まる未来』について、放送倫理・番組向上機構（BPO）の放送倫理検証委員会は、同番組において、放送倫理違反があったという、委員会決定を発表[49][50][51][52][53][54][55]。
- 2022年（令和4年）
  - 6月27日 - WEBサイト（ホームページ）をリニューアル[56]。

### 本社社屋関係
- 1967年（昭和42年）12月22日 - 創立事務所を長野市南石堂町の長栄ビル7階に設置[12][57]。1968年（昭和43年）3月18日の設立後は本社事務所として使用[57]。
- 1968年（昭和43年）
  - 7月13日  - 長野市岡田町の県蚕業試験場跡地にて初代社屋の地鎮祭[13]。
  - 12月20日 - 初代社屋（2階建て鉄筋コンクリート作り延床面積1,988.23m2）の一部（主調整室）が完成[58]。この時点では建物内部もコンクリートの地肌がむき出しになっている状態で、アナブースには机すらなく、床に直接マイクが置かれているだけの状態であった[57]。
- 1969年（昭和44年）
  - 3月2日 - 本社事務所が南石堂町から岡田町の初代社屋に移転[16]。この時点で内装全てが完成。
  - 5月 - 外装工事が完了し初代本社社屋が完成[22]（鉄塔には旧ロゴの「NBS」を象った青いネオンサインが縦に付いていた）。
- 1977年（昭和52年）8月8日 - 別館の建設に着手[30]。
- 1978年（昭和53年）3月18日 - 鉄筋コンクリート3階建て、延床面積1,268m2の本社別館が完成[30]。
- 1983年（昭和58年）11月 ‐ 本社新社屋着工[59]。
- 1984年（昭和59年）7月2日 - 現在の本社社屋本館（4階建て一部5階建て、床面積3,269m2）が完成。初代本社社屋は取り壊され1985年春までに前庭となる[注釈 16][60]。
- 1985年（昭和60年）5月10日 - NBSホールがオープン[35]。

社史関係
- 1989年（平成元年）5月25日 - 「長野放送二十年の歩み」刊行。

## テレビネットワークの移り変わり
- 1969年（昭和44年）4月1日 - フジテレビの系列局として開局。日本テレビ・NETテレビ（現・テレビ朝日）系列の番組も編成。ニュース系列は、一貫してFNN。
- 1975年（昭和50年）3月31日 - 毎日放送制作の全国ネット番組が腸捻転解消に伴い、信越放送に移行。入れ替わりに、朝日放送制作の全国ネット番組の放送を開始し、信越放送と同局の番組を共有することになった。
- 1980年（昭和55年）10月1日 - テレビ信州の開局に伴い、日本テレビの番組が移行、さらにテレビ朝日の番組がごく一部を除き同局へ移行。
- これ以降も、朝日放送制作の『三枝の国盗りゲーム』[61]など、わずかながらテレビ朝日系列の番組を放送していたが、長野朝日放送の開局を数年後に控えた1989年（平成元年）3月までに、テレビ朝日系列の番組のネットを取りやめた[62]。

## マスコット・キャラクター
- マスコットは創立以来、2006年（平成18年）まで正式なものがなく、2001年（平成13年）に暫定として「ダッくん」（サービス放送開始時から開局前までのオープニングや、同じくサービス放送開始時から数年間、CMのフィラーとして局の宣伝として放映されていたカラーアニメの中に出てくる、アヒルをモチーフにしたキャラクター）が設定されていたが、2006年（平成18年）7月1日にベストと犬を掛け合わせたキャラクター「ベスト犬 ハチポ」が初の正式マスコットとして採用されデビューし（これに伴い「ダッくん」は引退）、翌年7月1日には、ハチポのガール・フレンドである「ベスト犬 ハチナ」もデビューし、このハチポとハチナが現在、同局のキャラクターとして活躍している（ハチポ、ハチナの詳細については、各項目を参照のこと）。

## 主な番組
出典：
※太字は字幕放送

### 自主制作番組
- ふるさとライブ（月 - 金曜 15:20 - 15:45）
- NBSみんなの信州（月 - 金曜 18:09 - 19:00）[注釈 17]
- パチFUN!（水曜 25:25 - 25:55）
- ハッピーライフ（木曜 24:55 - 25:00）
- NBSフォーカス∞信州（月1回金曜 19:00 - 19:57）[注釈 18]
- 未来への便り（第1土曜 8:55 - 9:00）
- N☆1〜NBSトクセン〜（土曜 10:25 - 10:45）
- NBSサタデースペシャル（土曜 10:45 - 11:15、14:00 - 16:00）
- 土曜はこれダネッ!（土曜 18:00 - 19:00）[注釈 19]
- い〜の!レイクリゾート（土曜 17:25 - 17:30）
- かんてんぱぱのわくわくクッキング（日曜 17:25 - 17:30）
- 健康ばんざい（第4土曜 14:00 - 14:30）
- おはようNBS（第4日曜 5:55 - 6:00）

### NBSが制作に協力したフジテレビ系番組
- 白線流し（1996年） - 舞台が松本市。
- プライド（2004年） - 長野市のビッグハットで撮影され、エキストラをNBSのサイトなどで募集した。

### ネット番組
フジテレビ系列・主なローカルセールス枠の番組
制作局の表記のない番組はフジテレビ制作。
- めざましテレビ全部見せ（月 - 金曜 4:55 - 5:25）
- ノンストップ! （月 - 金曜 9:50 - 11:30）
- Live News イット!（月 - 金曜 15:45 - 17:48[注釈 20]）
- Tune（月曜 24:55 - 25:25）
- 今夜はナゾトレ（火曜 19:00 - 20:00）
- おかべろ（水曜 24:25 - 25:55[注釈 21]、関西テレビ制作）
- 千原ジュニアの座王（水曜　24:55 - 25:25、関西テレビ制作）
- キスマイ超BUSAIKU!?（木曜 24:25 - 24:55）
- ぐっさん家〜THE GOODSUN HOUSE〜（木曜 25:00 - 25:30、東海テレビ制作）
- ノイタミナ（木曜 25:30 - 26:00[注釈 22]）
- 坂上どうぶつ王国（金曜 19:00 - 20:00[注釈 23]）
- FNSドキュメンタリー大賞（金曜 25:50 - 26:45）
- テレビ寺子屋（土曜 5:30 - 6:00、テレビ静岡制作）※手話放送
- ぶらぶらサタデー（土曜 13:30 - 15:00[注釈 24]）
- 馬好王国〜UmazuKingdom〜（土曜 25:15 - 25:45）
- 皇室ご一家（日曜 6:15 - 6:30）
- 日曜報道 THE PRIME（日曜 8:25 - 8:55[注釈 25]）
- 逃走中 グレートミッション（日曜 9:00 - 9:30）
- ONE PIECE（日曜 9:30 - 10:00[注釈 26][64]）※解説放送
- ワイドナショー（日曜 10:00 - 11:15）
- みんなのKEIBA（日曜 15:00 - 16:00）
- イタズラジャーニー（日曜 24:30 - 25:00）
- World Baseballエンタテイメント たまッチ!（不定期放送）

テレビ東京系列番組
- YOUは何しに日本へ?（土曜 12:00 - 12:55）
- 所さんの学校では教えてくれないそこんトコロ!（土曜 12:55 - 13:55）
- 出没!アド街ック天国（土曜 16:30 - 17:25[注釈 27][注釈 28]）
- ポケットモンスター（日曜 6:30 - 7:00）
- 男子ごはん（日曜 13:00 - 13:30[注釈 29][注釈 30]）
- ローカル路線バス乗り継ぎ対決旅シリーズ（不定期放送、長野県内が舞台のみ放送）

その他
※2022年10月現在は放送なし

### 過去の自社制作番組

#### ニュース番組
夕方ニュース
- NBSニュース
- NBSイブニング630
- NBSイブニング6:00
- NBSスーパータイム NEWS&SPORTS
- NBSザ・ヒューマン
- NBSスーパーニュース
- NBSみんなのニュース
- NBSプライムニュース みんなの信州

スポットニュース
- NBSニュース
- ニュースショット[65]
- NBSニュースビート[65]
- 中日新聞ニュース（自主制作）

過去の差し替え番組
- NBSテレビ朝刊 FNN
- NBSニュース FNN
- NBSモーニングコール
- NBSニュースレポート23:00 FNN
- NBSニュースレポート23:30 FNN

その他
- おはようNBSです[66]
- NBSスポーツニュース[66]

#### 情報番組
- テレビ・ジョッキー→テレビ・ジョッキー 奥さま4時です（1969年10月から）[67]
- 200万人の広場 チャンネルU（金曜 16:00 - 16:30）[24]
- ワイド信州
- NBSリビングナウ フレッシュ11
- どきどきどうしようび
- YOU・遊・気分 土曜だ!ぴょん
- BIG HIPS
- NBS月曜スペシャル
- NBS情報いちばん星
- ほほ笑みチャンネル
- PUSH☆

#### スポーツ番組
- 早起き野球だより（1989年時点で土曜 6:30 - 700にて放送）[65]
- アスリートG
- 週刊ながのスポーツ!（土曜 10:25 - 10:45）

#### その他
- やまびこ広場[65]
- 県からちょっと→あなたと県政[68]
- 暮らしのターミナル[65]（月 - 金曜 11:20 - 11:25）※2023年9月29日終了
- ハーイ!税務相談です[65]
- たのしいホーム経済学[65]
- ばりさん
- NBSだより
- ポチョむきん

### 過去の他系列番組
テレビ東京系列
- B-伝説! バトルビーダマン→B-伝説! バトルビーダマン 炎魂
- 爆球Hit!クラッシュビーダマン
- とっとこハム太郎（2000年7月20日 - 2006年4月12日[69]）
- 爆転シュート ベイブレード 2002
- まいっちんぐマチコ先生
- 魔法のプリンセス ミンキーモモ（第1作）（第2作はTSBで放送）
- アニメ親子劇場→トンデラハウスの大冒険→パソコントラベル探偵団
- キャプテン翼（1作目）[注釈 31]
- げらげらブース物語
- 炎の闘球児 ドッジ弾平
- スペースオズの冒険（1992年11月17日 - 1993年5月18日[70]）
- りぼん魔法少女シリーズ

ナースエンジェルりりかSOS→こどものおもちゃ（『赤ずきんチャチャ』はTSBで放送・『姫ちゃんのリボン』は県内では未放送）
- カウボーイビバップ
- 発明BOYカニパン
- ぼのぼの（1995年版）
- 鬼神童子ZENKI
- 爆走兄弟レッツ&ゴー!!
- アイドル伝説えり子→アイドル天使ようこそようこ（テレビせとうち制作）
- ロックマンエグゼシリーズ
- わがまま☆フェアリー ミルモでポン!シリーズ（『…わんだほう』まで放映）
- コロッケ!（2003年5月21日 - 2004年4月21日[71]）
- ギャグコロスタジオ（2004年4月28日 - 2005年5月11日[72]）
  - コロッケ!
  - 絶体絶命でんぢゃらすじーさん
- 超星神シリーズ

超星神グランセイザー→幻星神ジャスティライザー→超星艦隊セイザーX
- まんが猿飛佐助（1979年10月16日 - 1980年4月15日[73]）
- 忍者キャプター（1976年6月24日 - 1977年4月15日[74]）
- 快傑ズバット（1977年4月22日 - 12月2日[75]）
- 恐竜大戦争アイゼンボーグ（1978年2月23日 - 11月23日[76]）
- ピンク・レディー物語 栄光の天使たち
- 闘士ゴーディアン
- 黄金戦士ゴールドライタン
- ミスター味っ子

ただしTSBでも何度か再放送されていた。
- 天空戦記シュラト
- ジャングル大帝（第3作、1989年10月22日 - 1990年10月14日[77]）
- ぴたテン
- デ・ジ・キャラットにょ（26話で打ち切り）
- MÄR-メルヘヴン-
- BLUE DRAGON（第1期のみ）
- ハヤテのごとく!（第1作）
- 絶対可憐チルドレン
- トミカヒーロー レスキューフォース→トミカヒーロー レスキューファイアー
- きらりん☆レボリューション
- のりスタ100%
- 楽しいムーミン一家
- クロスゲーム
- フューチャーカード バディファイトX オールスターファイト→フューチャーカード 神バディファイト
- 極上!!めちゃモテ委員長
- キョロちゃん
- ダッシュ!四駆郎
- 見ると強くなる 痛快! 横綱アニメ ああ播磨灘（1992年5月1日 - 10月23日放送[78]）ほか

ドラマ
- 大江戸捜査網
- プレイガール
- おやこ刑事
- 斬り捨て御免!
- 眠狂四郎無頼控
- ウッチャンナンチャンのコンビニエンス物語
- 居酒屋ふじ [注釈 32]

バラエティ
- ザ・スターボウリング（一時期のみ）
- ドバドバ大爆弾
- 三波伸介の凸凹大学校
- ミエと良子のおしゃべり泥棒
- テレビあっとランダム→徳光のTVコロンブス
- ハロー!モーニング。（2004年3月まで）
- 大竹まことのただいま!PCランド
- TVチャンピオン→TVチャンピオン2
- TVチャンピオン極 〜KIWAMI〜（BSテレ東[注釈 33]との共同制作）
- 田舎に泊まろう!
- きらきらアフロ（2006年4月7日 - 2012年3月30日[79]）
- おねがい!マスカット→おねだり!!マスカット→ちょいとマスカット!→おねだりマスカットDX!→おねだりマスカットSP![80]
- 逆流!シラベルトラベル
- 料理の怪人
- ポケモンゲット☆TV（2015年4月4日にネット打ち切り）
- そうだ旅（どっか）に行こう。
- ウソのような本当の瞬間!30秒後に絶対見られるTV
- ヒャッキン!〜世界で100円グッズを使ってみると?〜
- 太川蛭子の旅バラ
- おしゃべりオジサンと怒れる女→おしゃべりオジサンとヤバい女
- 愛の貧乏脱出大作戦
- クイズ地球まるかじり[81] ほか
- テレビあっとランダム
- クイズところ変れば!?
- あっぱれ!日本一
- 歌え!ヒット・ヒット
- ゴルフ 尾崎兄弟・飯合に挑戦!!
- 超かわいい映像連発!どうぶつピース!!

紀行番組
- いい旅・夢気分（後にTSBに移行するも途中打ち切り）

NET→テレビ朝日系列
- スーパー戦隊シリーズ

秘密戦隊ゴレンジャー→ジャッカー電撃隊→電子戦隊デンジマン （1980年10月からTSBにネット局変更）
- 透明ドリちゃん→宇宙からのメッセージ・銀河大戦
- 金曜19時台前半アニメ枠

キャンディ・キャンディ→花の子ルンルン→魔法少女ララベル（「スーパー戦隊シリーズ」同様1980年10月からTSBにネット局変更）
- マシンハヤブサ（1976年5月24日 - 11月8日[83]）
- 宇宙海賊キャプテンハーロック
- 機動戦士ガンダム（1979年12月12日 - 1980年10月13日[84]）
- イナズマン→イナズマンF（1973年10月9日 - 1974年10月1日[85]）
- デビルマン
- ミクロイドS
- 月曜19時台前半アニメ枠（SBCより移行）
  - さるとびエッちゃん→魔法使いチャッピー→バビル2世→ミラクル少女リミットちゃん→魔女っ子メグちゃん→ザ・カゲスター→5年3組魔法組→激走!ルーベンカイザー→魔女っ子チックル
- 空手バカ一代
- カリメロ
- 破裏拳ポリマー
- 宇宙の騎士テッカマン（1975年7月27日 - 1976年1月18日[86]）
- 勇者ライディーン（1976年1月25日 - 1977年4月10日[87]）
- 長浜ロマンロボシリーズ
  - 超電磁ロボ コン・バトラーV→超電磁マシーン ボルテスV→闘将ダイモス
- プロレスの星 アステカイザー
- 燃えろアタック
- サイボーグ009（第2作のみ、1979年9月27日 - 1980年9月11日[88]）
- 男!あばれはっちゃく（1980年5月11日 - 9月21日[89]）
- クイズタイムショック（1973年10月5日 - 1980年8月29日 金曜19時に遅れて放送[90] 1980年10月からTSBに移行）
- 特別機動捜査隊（SBCより移行、金曜深夜に遅れて放送）→特捜最前線（こちらも金曜深夜に遅れて放送、1980年10月TSBに移行）
- 新幹線公安官
- 鉄道公安官
- 非情のライセンス（第1 - 第2シリーズのみ。第3シリーズはSBCで放送）
- 日曜20時時代劇枠（SBCより移行、日曜22時30分に1週間遅れで放送）
  - 遠山の金さん捕物帳→ご存知遠山の金さん→ご存じ金さん捕物帳→賞金稼ぎ
- 遠山の金さん（杉良太郎主演、日曜22時30分に3日遅れで放送）
- ナショナルゴールデン劇場（SBCより移行、日曜午後に3日遅れで放送）
- 独占!女の60分（1975年10月4日 - 1976年10月16日 キー局と同時ネット[91]）
- 徹子の部屋（1980年4月1日 - 8月8日放送[92]）
- 世界あの店この店
- 生きている大自然 ほか

同系列で毎日放送制作の番組（腸捻転解消前）
- 仮面ライダーシリーズ

仮面ライダー→仮面ライダーV3→仮面ライダーX（『…アマゾン』は放送せず。平成・令和シリーズはabnで放送）
- 狼・無頼控
- テレビスター劇場
- 野生の王国（SBCより移行 開局から1969年9月28日までは日曜18:00-18:30、1969年10月5日から1972年9月24日までは日曜 17:30 - 18:00、1972年10月1日から1975年3月30日までは日曜 17:45 - 18:00に放送されていた。腸捻転解消後再びSBCへ移行[93]）

同系列で朝日放送制作の番組（腸捻転解消後）
- 必殺シリーズ

必殺仕業人→必殺からくり人→必殺からくり人・血風編→新・必殺仕置人→新・必殺からくり人・東海道五十三次殺し旅→江戸プロフェッショナル・必殺商売人→必殺からくり人・富嶽百景殺し旅→翔べ! 必殺うらごろし→必殺仕事人（第41話まで。第42話から第67話まで放送なし。第68話以降TSBにネット局変更）
- ワイドショー・プラスα（※関西ローカルだが数年間ネットしていた）
- TOKYO DETECTIVE 二人の事件簿
- 新・二人の事件簿  暁に駆ける!
- 霧の感情飛行
- ザ・ハングマンシリーズ
- 三枝の国盗りゲーム（TSBでの放送終了後の1984年10月4日 - 1986年3月27日放送[61]）

日本テレビ系列（※TSB開局まで）
- ご存じですか（開局時点では未ネット[66]。）
- 男どアホウ!甲子園
- ムシムシ大行進
- テレビ三面記事 ウィークエンダー
- ルパン三世 (TV第1シリーズ)（キー局での放送終了から約4年後の1976年1月14日 - 6月16日に放送。SBCでは放送されていない[95]。）
- ルパン三世 (TV第2シリーズ)（1978年2月18日 - 1981年2月7日。TSB開局後も最終回まで放送。ただし第154話と最終回はTSBでも放送された。PARTIII以降は放送開始からTSBで放送[96]。）
- アメリカ横断ウルトラクイズ（第1回のみ。第2回、第3回はSBC、第4回以降はTSBで放送）
- 子連れ狼
- 傷だらけの天使（1974年11月13日 - 1975年5月14日[97]）
- 長崎犯科帳
- 桃太郎侍
- 月曜スター劇場
- 火曜劇場
- カリキュラマシーン
- うわさのチャンネル!!
- 花は花よめ
- 熱中時代

その他
- てれび博物館 それってホント!?（東海テレビ制作）
- サチのお寺ごはん
- 人狼ゲーム ロストエデン（制作委員会参加）
- アテンションLONE
- 年下のオトコ
- 恋の始まり 夢の終わり
- 毎日新聞ニュース、読売新聞ニュース（以上、3社ニュース）[66]

## アナウンサー

### 現在
男性
- 1986年 上小牧忠道（1986年 - 2015年12月。編成局次長を経て、2019年10月から名古屋支社長。2024年6月 - ）
- 1995年 宮本利之（4月）
- 2014年 松山航大（4月）
- 2018年 重盛赳男（4月、南日本放送から移籍。）
- 2025年 土居通徳（4月）

女性
- 2006年 大谷香奈絵（4月）
- 2014年 小宮山瑞季（4月）
- 2016年 汾陽美樹（4月）
- 2022年 毛織華澄（9月、元鹿児島讀賣テレビ）
- 2024年 久保結（7月、元テレビ金沢）

### 過去
●は故人。

### 男性アナウンサー
- 1965年
  - 師田栄一[98][99]
- 1969年
  - 林勇[100]●（2024年9月26日、79歳で死去[要出典]）
- 1980年
  - 菊地秀之（2月入社 - 1988年10月[101]。ザビエル菊地）
- 1987年
  - 早川英治（ - 2012年9月。現在は編成局長）
- 2002年
  - 吉崎仁康（ - 2008年。その後テレビ埼玉・WOWOWなどで活動）
- 2007年
  - 西尾佳（4月入社 - 2018年4月。現在は総務局総務部）
- 2010年
  - 吉田圭吾（4月入社 - 2013年3月。現・地元局の福井テレビアナウンサー）
- 2014年
  - 小川功二（7月入社 - 2025年。地元局の新潟テレビ21から移籍。それ以前は青森テレビに在籍）
- 塚田幸久

### 女性アナウンサー
- 1975年
  - 荒井伴美（4月入社 - 1982年3月）[101]
- 1977年
  - 竹内淳子（4月入社 - 1983年6月）[101]
- 1981年
  - 栗山美香（4月入社 - 1987年7月）[101]
- 1982年
  - 矢沢真由美（4月入社 - 1986年3月）[101]
- 1983年
  - 井上幸子（4月入社 - 1986年9月）[101]
- 1987年
  - 千枝奈々（ - 2003年。オフィスケイアール所属・フリーアナウンサー）
- 1991年
  - 岩本美智子[102]
- 1992年
  - 今泉知子[98]（ - 2003年6月）
  - 土田美幸[102]
- 1996年
  - 浅野薫（ - 2000年。退社後、フリーアナウンサーに転向）
- 1997年
  - 稲葉千恵子[98]（ - 2000年）
  - 吉田麗子（ - 2002年）
- 2000年
  - 御影倫代（7月入社 - 2006年4月。退社後、セント・フォース所属のフリーアナウンサーになる）
- 2001年
  - 唐澤昌子（10月入社 - 2012年9月。その後フリーとなり、2013年4月13日の「FNNスピーク」の長野ローカルキャスターとして、わずか半年でNBSへの古巣復帰を果たす）
  - 菰田敦子（4月入社 - 2013年4月。その後フリーとなり、シー・フォルダに所属。地元局のテレビ静岡元アナウンサー・菰田玲子の妹）
- 2003年
  - 倉見慶子（5月入社 - 2010年3月。現・ライムライト所属）
  - 田巻佑規子（4月入社 - 2005年12月。後に地元局のテレビ新潟アナウンサー）
- 2007年
  - 平松奈々（4月入社 - 2017年4月）
- 2011年
  - 岸田麻未（4月入社 - 2012年8月。退社後は名義を「岸田あさみ」に変更し、フリーアナウンサー・気象予報士として活動）
- 2012年
  - 小野英美（10月入社 - 2015年9月。その後フリーとなり、スターダストプロモーションに所属後、名義を「小野恵美」に変更）
- 2013年
  - 西方沙和子（4月入社 - 2018年3月）
- 2016年
  - 坂本麻子（10月入社 - 2020年12月。元NHK大分放送局契約キャスター）
- 2019年
  - 鈴木美花（6月入社 - 2024年5月。元NHK長野放送局契約キャスター）
  - 戸田山貴美（7月入社 - 2022年3月）
- 2021年
  - 尾島早都樹（4月入社、チューリップテレビから移籍）
  - 吉岡麗（4月入社 - 2024年3月。元NHK名古屋放送局契約キャスター。現・広島ホームテレビアナウンサー）
- 鈴木恵理
- 北島綾子●（ナンシー北島。2009年3月に死去）
- 木村真樹子
- 箕輪明美
- 西村容子（旧姓：原田。元東日本放送、退社後、フリーアナウンサーに転向。現・信越放送ラジオパーソナリティ）

## チャンネル

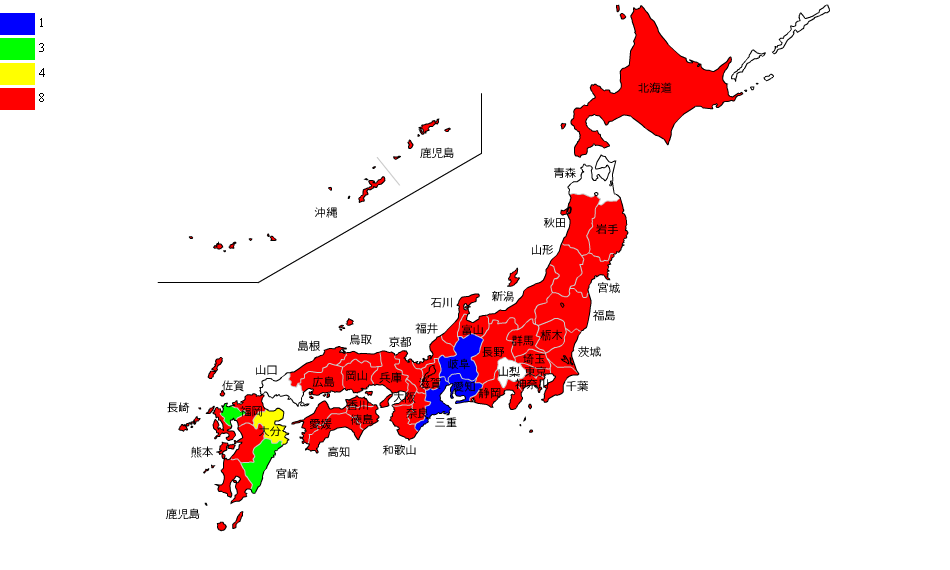
フジテレビ系列のリモコンキーID地図

リモコンキーIDは8。

## 中継局
デジタル放送
- 親局 美ヶ原 15ch 1kW

| 中継局     | ch | 出力（W） |  | 中継局     | ch | 出力（W） |  | 中継局       | ch | 出力（W） |  | 中継局   | ch | 出力（W） |  | 中継局   | ch | 出力（W） |  | 中継局   | ch | 出力（W） |
| 善光寺平   | 34 | 20        |  | 飯山       | 49 | 5         |  | 松本         | 26 | 10        |  | 真田     | 49 | 10        |  | 佐久     | 49 | 3         |  | 白馬     | 26 | 3         |
| 軽井沢     | 44 | 10        |  | 岡谷諏訪   | 49 | 20        |  | 伊那         | 26 | 10        |  | 飯田     | 49 | 100       |  | 山ノ内   | 15 | 1         |  | 明科     | 39 | 1         |
| 戸倉上山田 | 29 | 1         |  | 岡谷川岸   | 26 | 0.3       |  | 大町         | 56 | 3         |  | 塩尻東   | 39 | 1         |  | 木曽福島 | 26 | 1         |  | 八千穂   | 15 |           |
| 信州新町   | 19 |           |  | 戸隠陣場平 | 34 |           |  | 上松         | 15 |           |  | 倉本     | 50 |           |  | 富士見   | 15 |           |  | 大岡西   | 34 |           |
| 辰野       | 47 |           |  | 高遠       | 34 |           |  | 麻績         | 34 |           |  | 牟礼     | 41 |           |  | 坂城     | 34 |           |  | 望月     | 45 |           |
| 南牧       | 29 |           |  | 中条       | 19 |           |  | 駒ヶ根中沢   | 43 |           |  | 飯田川路 | 34 |           |  | 飯田阿智 | 26 |           |  | 白樺湖   | 26 |           |
| 飯山愛宕   | 34 |           |  | 飯山奈良沢 | 34 |           |  | 山ノ内湯ノ原 | 26 |           |  | 西裾花台 |    |           |  | 長野西   |    |           |  | 須坂東   |    |           |
| 松代東条   |    |           |  | 信濃町     |    |           |  | 車山         |    |           |  | 望月城山 |    |           |  | 飯綱湖   |    |           |  | 中軽井沢 |    |           |

アナログ放送
2011年7月24日停波時点
- 親局 美ヶ原 38ch 10kW
- 中継局（全72局）

| 中継局     | ch | 出力（W） |  | 中継局     | ch | 出力（W） |  | 中継局   | ch | 出力（W） |  | 中継局     | ch | 出力（W） |  | 中継局       | ch | 出力（W） |  | 中継局     | ch | 出力（W） |
| 善光寺平   | 42 | 200       |  | 飯山       | 41 | 50        |  | 松本     | 42 | 100       |  | 四賀会田   | 57 |           |  | 真田         | 40 | 100       |  | 佐久       | 32 | 300       |
| 軽井沢     | 51 | 100       |  | 岡谷諏訪   | 47 | 200       |  | 伊那     | 57 | 100       |  | 飯田       | 40 | 1K        |  | 山ノ内       | 4  | 3         |  | 明科       | 12 | 3         |
| 戸倉上山田 | 57 |           |  | 大町       | 58 |           |  | 木曽福島 | 41 |           |  | 八千穂     | 58 |           |  | 辰野         | 34 |           |  | 岡谷山岸   | 42 |           |
| 富士見     | 34 |           |  | 上松       | 51 |           |  | 倉本     | 59 |           |  | 牟礼       | 58 |           |  | 戸隠陣場平   | 42 |           |  | 信州新町   | 41 |           |
| 白馬       | 47 |           |  | 小川瀬戸川 | 58 |           |  | 本城乱橋 | 54 |           |  | 長門       | 47 |           |  | 阿南         | 21 |           |  | 高遠       | 41 |           |
| 木祖楢川   | 60 |           |  | 天龍平岡   | 56 |           |  | 遠山     | 48 |           |  | 南木曽     | 40 |           |  | 麻績         | 47 |           |  | 南牧       | 41 |           |
| 川上       | 61 |           |  | 望月       | 58 |           |  | 望月城山 | 39 |           |  | 木曽杭ノ原 | 56 |           |  | 中川田島     | 56 |           |  | 飯田阿智   | 57 |           |
| 中川小和田 | 56 |           |  | 坂城       | 41 |           |  | 小谷     | 34 |           |  | 飯山奈良沢 | 46 |           |  | 飯山愛宕     | 58 |           |  | 飯山桑名川 | 58 |           |
| 栄村       | 33 |           |  | 塩尻東     | 35 |           |  | 伊那野底 | 47 |           |  | 車山       | 46 |           |  | 山ノ内湯ノ原 | 59 |           |  | 大桑       | 41 |           |
| 新野       | 57 |           |  | 阿南北条   | 60 |           |  | 長野西   | 39 |           |  | 鬼無里     | 47 |           |  | 駒ヶ沢中沢   | 58 |           |  | 須坂東     | 61 |           |
| 長野松代   | 53 |           |  | 更埴       | 54 |           |  | 須坂南原 | 49 |           |  | 長野西条   | 43 |           |  | 富士見瀬沢   | 42 |           |  | 開田末川   | 56 |           |
| 白樺湖     | 60 |           |  | 開田西野   | 28 |           |  | 飯田川路 | 56 |           |  | 大岡西     | 25 |           |  | 若穂         | 58 |           |  | 中条       | 57 |           |

※山ノ内、明科は共にVHFによる中継局である。

## 情報カメラ設置ポイント
●…ハイビジョンカメラ
- 長野市（本社屋上鉄塔）●
- 松本市（昭和ビル）●
- 上田市●
- 諏訪市（アーク諏訪）●
- 飯田市●
- 白樺湖●

## 『あさま山荘事件』犯人逮捕のスクープ裏話
1972年（昭和47年）2月28日、長野県北佐久郡軽井沢町で起きた連合赤軍あさま山荘事件で、フジテレビと協力して犯人逮捕→連行の模様を生中継するという報道史上に残る快挙を達成したが、これは、当時のNBSのテレビ中継車が未だにカラー化されずモノクロであった状況が逆にプラスに作用した。その時の模様の一部は、後にNHK-BS2の「BSスペシャル 青春TVタイムトラベル 第2回『1972年2月28日 テレビの一番長い日〜ニュース映像の衝撃 連合赤軍浅間山荘事件に関係したTVマンたちの一日』（1992年（平成4年）10月31日放送）」でもNHK及び民放各局（長野のNBS、SBCも含む）の当時のVTRを始めとする映像と一緒にまとめて紹介され、その際スクープ映像のVTRも一緒に放送された。
当時、系列キー局の大半が全番組のカラー化を完了していたが、当時の地方局のカラー化の事情については、地方局がどの系列局に属するか、また、放送局の事情などでも、大きな違いがあった。
信越放送（SBC）は、1958年（昭和33年）にテレビ放送を開局した長野県の老舗の民放であり、ニュースネットワークはTBS系のJNNで、同組織の方針も手伝い、カラー中継車を始めとするカラー放送設備も既に完備していた。
しかしNBSは、1967年（昭和42年）のUHF第1次チャンネルプランに基づき1969年（昭和44年）に開局したテレビ局で、NBSを含めこの頃から相次いで開局した地方の民放UHFテレビ局のほとんどは未だにカラー中継車を導入しておらず、モノクロの中継車しかなかった。
この事件の生中継でも、NHK及びSBCは当然カラー中継で、NBSはその点では不利な状況に置かれていた。
しかし、NBSは、ニュースネットワークが開局時からフジテレビ系列のFNNのみであることが、この事件の報道に於いて最終的にはスクープ映像を生み、功を奏した結果となったのである。
事件当日、既にNBSはFNNとしての報道取材の協力体制を確立し、テレビの生中継はメインをフジテレビが自社のカラー中継車で行うこととし、NBSではフジテレビが放送している事件の模様の生放送を、放送回線（当時は電電公社の放送専用のマイクロ波回線）を通してそのまま放送する状況だった。しかし、当時はカラー放送が普通である時代に入っていた為、フジテレビ・FNNではNBSのモノクロ中継車の扱いをどうするのかが問題となっていた。一方で当時のカラーカメラは、普通、モノクロカメラの最低3倍もの照度がなければ映像として映し出すことができない性能であり
、それはその裏を返せば「モノクロならば映し出すことができる照度が、カラーのそれより低い」ということになり、その点においてはモノクロカメラにまだ分があった。そんな中、既にフジテレビでは当時モノクロのハンディー型の高感度カメラを所有していたため、後の犯人が連行される現場にそのカメラとNBSのモノクロ中継車を配置する判断がなされ、決行。そして18時過ぎに犯人連行の瞬間の模様を撮影し、それがフジテレビ・FNNを通じ全国に生放送された。
その時の判断を記す文献が、NBSが1989年（平成元年）に発行した社史「長野放送二十年の歩み」に掲載されており、「（前略）犯人逮捕が夕方になると判断した中継スタッフは日照時間を調べカラー放送は無理と判断、そこにちょっとした偶然が重なった。というのも、長野放送は当時カラー化を進めていたが、その現場に出ていた中継車はまだ白黒用だった。・・・」という一文が書かれている。
更に、前述のNHK-BS2の「青春TVタイムトラベル」の中では、スクープを撮影した当時のフジテレビのカメラマンの証言が放送され、それによると配置された後、長い時間、下にいるスタッフに足を抱えられながら持ち上げられて、前に述べた当時としては小型（と言っても、後の放送用のHDV規格の一体型カメラに比べれば約一回りも大きい）のハンディーカメラを抱え続けながら長時間待ち続けて、スクープ撮影に成功したのだという。
一方、当時唯一のライバル局のSBCは、すでに自社送出番組のカラー化を完了しており、カラー中継車をフルに使うなどものすごい意気込みで事件報道に取り組んでいたが、NBSが快挙を達成した日にはカメラマンが銃撃されて負傷、挙句の果てには犯人逮捕→連行の瞬間も逃すという大失敗に終わった。
2001年（平成13年）に発行された同社の社史「信越放送の50年」には「（前略）残念だったのは現場に中継用の（カラー）高感度カメラがなく、生中継で写せなかった事である。」とあり、NBSとフジテレビが協力して行ったスクープがいかに歴史的なものだったかの証明になっている。
一方、スクープの撮影・生放送を行ったフジテレビでは、これを機に、報道に力を入れるようになったと当時フジテレビ職員であった日枝久が、前述のNHK-BS2の「青春TVタイムトラベル」の中で述べていた（日枝はこの放送当時フジテレビの社長で、後にフジテレビ及びフジ・メディア・ホールディングスの会長となった）。

## 主な受賞歴
- 『最期を生きてー「看取り」を支える訪問診療ー』で第32回（2023年）FNSドキュメンタリー大賞を受賞[104]。
- 『NBSフォーカス信州 伝え続けるー86歳の戦場カメラマンー』で2024年日本民間放送連盟賞特別表彰部門青少年と放送優秀賞を受賞[105]。

## 関連企業・関連施設
- 長野放送サービス（1984年（昭和59年）4月3日設立）[106]

福利厚生施設としては、『長野放送CCコテージ』（木曾カントリーコテージ）や『湯沢リゾート』（シャーレゆざわ内）が存在。
この他、契約スキー宿舎や契約スポーツ施設が各地に所在する。